# Gondos Bocsok (televíziós sorozat, 1985)
A Gondos bocsok vagy Mentőmacik (eredeti cím: The Care Bears) amerikai–kanadai–francia–japán televíziós rajzfilmsorozat, amelyet a DIC Entertainment és a Nelvana készített. Amerikában az ABC vetítette, Magyarországon a TV-1 sugározta.

## Ismertető
A sorozat főhősei a gondos bocsok, akik mindig segítenek az embereken, ha valami gondjuk van.

## Szereplők

### Bocsok
| Szereplő            | Eredeti hang                                    | Magyar hang                                         | Leírás                                                                    |
| ------------------- | ----------------------------------------------- | --------------------------------------------------- | ------------------------------------------------------------------------- |
| True Heart          | Maxine Miller (Nelvana)                         | N/A                                                 | Lila ló, hasán színes szív csillaggal.                                    |
| Noble Heart         | Pam Hyatt (Nelvana)                             | N/A                                                 | Sárga gondos bocs lány, hasán színes szív csillaggal.                     |
| Bright Heart        | Billie Mae Richards                             | Bartucz Attila                                      | Lila mosómedve, hasán szív alakú villanykörte.                            |
| Brave Heart         | Dan Hennessey                                   | Hankó Attila                                        | Narancssárga oroszlán, hasán szív koronával.                              |
| Good Luck Bear      | Dan Hennessey                                   | Holl Nándor                                         | Zöld színű gondos bocs, hasán lóhere.                                     |
| Royal Heart         | Dan Hennessey                                   | ?                                                   | Kék kutya, hasán piros szív medállal.                                     |
| Tenderheart         | Billie Mae Richards (DiC) Jim Henshaw (Nelvana) | Györgyi Anna (2. részben) Boros Zotlán (11 részben) | Barna színű gondos bocs, hasán piros szív.                                |
| Cheer               | Tracey Moore                                    | Kiss Erika                                          | Rózsaszín gondos bocs lány, hasán szivárvány.                             |
| Grumpy              | Bob Dermer                                      | ?                                                   | Sötét kék morgó gondos bocs, hasán esőfelhő.                              |
| Lotsa Heart         | Luba Goy                                        | Háda János (1. hang) Felföldi László (2. hang)      | Rózsaszínű elefánt lány, hasán szív a mérlegsúlyon.                       |
| Gentle Heart bárány | Luba Goy                                        | Farkasinszky Edit                                   | Zöld bárány lány, hasán csipkézett szívpárna.                             |
| Champ               | Susan Roman                                     | Háda János (1. hang) Kiss Erika (2. hang)           | Citromsárga gondos bocs, hasán kupa szívvel.                              |
| Grams               | Pauline Rennie                                  | ?                                                   | Szürke nőstény gondos bocs, hasán rózsaszín rózsa, sárga masnival.        |
| Cozy Heart          | Pauline Rennie                                  | Farkasinszky Edit                                   | Lila pingvin, hasán szív sapkával.                                        |
| Treat Heart         | Pauline Rennie                                  | Boros Zoltán                                        | Narancssárga malaclány, hasán egy tölcsér, fagylalttal és a tetején szív. |
| Baby Tugs           | Melleny Brown                                   | Bíró Anikó (2. részben)                             | Világos kék gondos bocs, hasán csillag zsákból.                           |
| Baby Hugs           | Terri Hawkes                                    | Csere Ágnes                                         | Rózsaszín gondos bocs lány, hasán csilla szívből.                         |
| Shreeky             | Terri Hawkes                                    | N/A                                                 | A szilva-hajú lány, No Heart unokahuga.                                   |
| No Heart            | Chris Wiggins                                   | N/A                                                 | A csuklyás varázsló teremtmény, a gondos bocsok ellensége.                |
| Beastly             | John Stocker                                    | N/A                                                 | A szőrös disznó-szerű szörny, No Heart segítője.                          |
| Proud Heart Cat     | Stevie Vallance                                 | ?                                                   | Narancssárga cicalány, hasán rózsaszín csillag és a közepén szív.         |
| Wish Bear           | Janet Laine Green                               | Bácskai János                                       | Türkiz kék gondos bocs, hasán hullócsillag.                               |
| Funshine Bear       | Patricia Black                                  | Papp Ágnes                                          | Sárga gondos bocs, hasán nap.                                             |
| Share Bear          | Patricia Black                                  | ?                                                   | Levendula színű gondos bocs, hasán fagylalt kehely.                       |
| Bedtime Bear        | Laurie Waller                                   | Kocsis Mariann                                      | Kék gondos bocs, hasán alvó hold.                                         |
| Love-A-Lot          | Linda Sorenson                                  | Csere Ágnes                                         | Rózsaszín gondos bocs lány, hasán piros szív és rózsaszín szív.           |
| Birthday Bear       | Melleny Brown                                   | Boros Zoltán                                        | Aranysárga gondos bocs, hasán rózsaszín muffin, gyertyával.               |
| Friend Bear         | Eva Almos                                       | N/A                                                 | Barackszínű gondos bocs lány, hasán két száll virág.                      |
| Swift Heart Rabbit  | Eva Almos                                       | Tarján Péter                                        | Világos kék színű nyuszi lány, hasán szárnyas szív.                       |
| Playful Heart       | Marla Lukofsky                                  | ?                                                   | Barna majom, hasán szív partival.                                         |
| Jégszív professzor  | Len Carlson                                     | Makay Sándor                                        | Az jégszívű örült tudós teremtmény, aki lefagyasztja Felleg várat.        |
| Hófaló              | Giora Kenneth                                   | Mikula Sándor                                       | A fehér kabátos teremtmény, Jégszív professzor csatlósa.                  |
| Fagyanyó            | Joyce Gordon                                    | Pásztor Erzsi                                       | A jégbirodalom királynője.                                                |
| Felhő-gondnok       | Bob Dermer                                      | Szabó Ottó                                          | A felhő-takarító teremtmény, aki gondozza Felleg várat.                   |

### Emberek
| Szereplő       | Eredeti hang | Magyar hang       | Leírás |
| -------------- | ------------ | ----------------- | --- |
| Matthew Miller | N/A          | Benedikty Marcell | A szőke hajú kisfiú |
| Liza           | N/A          | Zsigmond Tamara   | A vörös hajú, barna szemű kislány, aki fél a sötétben a gaztevőktől, és a gondos bocsok megvédik őt tőlük.                 |
| Melánka        | N/A          | Dögei Éva         | A szőke hajú, zöld szemű kislány, aki az elrontott kerékpárját próbálja megjavítani, és a légárakban is jár.               |
| Kari           | N/A          | Csondor Kata      | A barna hajú, barna szemű kislány, aki a vízparton homokozik a fiúkkal, és a világítótorony közelében is csónakázik velük. |

## Epizódok

### Atkinson Film-Arts különkiadásai
| #     | Eredeti cím                                 | Magyar cím                        | Eredeti premier   | Magyar premier     |
| ----- | ------------------------------------------- | --------------------------------- | ----------------- | ------------------ |
| Sp #1 | The Care Bears in the Land Without Feelings | A mentőmacik az érzéketlen földön | 1983. április 22. | 1996. január 1.    |
| Sp #2 | The Care Bears Battle the Freeze Machine    | A mentőmacik és a fagyot fújó gép | 1984. április 6.  | 1995. december 31. |

### DiC epizódjai
| #   | #   | Eredeti cím                                 | Magyar cím                               | Eredeti premier      | Magyar premier     |
| --- | --- | ------------------------------------------- | ---------------------------------------- | -------------------- | ------------------ |
| 1.  | 1.  | BirthdayCamp                                | SzületésnapA tábor                       | 1985. szeptember 14. | 1995. október 29.  |
| 2.  | 2.  | BracesSplit Decision                        | FogszabályozóÖsszjáték                   | 1985. szeptember 21. | 1995. november 5.  |
| 3.  | 3.  | Lucky CharmSoap Box Derby                   | VarázsdobozA nagy verseny                | 1985. szeptember 28. | 1995. november 12. |
| 4.  | 4.  | The Last LaughThe Show Must Go On           | A mosolyA műsornak menni kell            | 1985. október 5.     | 1995. november 19. |
| 5.  | 5.  | The Forest of MisfortuneMagic Mirror        | A balsors erdejeA bűvös tükör            | 1985. október 12.    | 1995. november 26. |
| 6.  | 6.  | DaydreamsRunaway                            | LégárakSzökés                            | 1985. október 19.    | 1995. december 3.  |
| 7.  | 7.  | Mayor for a DayThe Night the Stars Went Out | A kis polgármesterA csillagtalan éjszaka | 1985. október 26.    | 1995. december 10. |
| 8.  | 8.  | The Magic ShopConcrete Rain                 | A bűvészboltBetoneső                     | 1985. november 2.    | 1995. december 17. |
| 9.  | 9.  | Dry SpellDrab City                          | AszályA szürke város                     | 1985. november 9.    | 1995. december 24. |
| 10. | 10. | Wedding BellsThe Old Man and the Lighthouse | A jegyespárA világítótorony őre          | 1985. november 16.   | 1995. december 25. |
| 11. | 11. | The Cloud WormThe Girl Who Called Wolf      | FelhőfalóJuli játéka                     | 1985. november 23.   | 1995. december 26. |

### Nelvana epizódjai

#### 1. évad
| #   | #   | Cím                                               | Premier              |
| --- | --- | ------------------------------------------------- | -------------------- |
| 12. | 1.  | Care-a-lot's Birthday                             | 1986. szeptember 13. |
| 13. | 2.  | Grumpy's Three Wishes                             | 1986. szeptember 20. |
| 14. | 3.  | The Great Race                                    | 1986. szeptember 27. |
| 15. | 4.  | Home Sweet Homeless                               | 1986. október 4.     |
| 16. | 5.  | Lost at Sea / The Sleeping Giant                  | 1986. október 11.    |
| 17. | 6.  | The Big Star Round-up                             | 1986. október 18.    |
| 18. | 7.  | The Camp Out / I, Robot Heart                     | 1986. október 25.    |
| 19. | 8.  | Bravest of the Brave                              | 1986. november 1.    |
| 20. | 9.  | The Long Lost Care Bears                          | 1986. november 8.    |
| 21. | 10. | Birthday Bear's Blues                             | 1986. november 15.   |
| 22. | 11. | Grams Bear's Thanksgiving Surprise                | 1986. november 22.   |
| 23. | 12. | Order on the Court / The All-Powerful Mr. Beastly | 1986. november 29.   |
| 24. | 13. | The Cloud of Uncaring                             | 1986. december 6.    |

#### 2. évad
| #   | #   | Cím                                                | Premier              |
| --- | --- | -------------------------------------------------- | -------------------- |
| 25. | 14. | The Wrath of Shreeky                               | 1987. szeptember 26. |
| 26. | 15. | Bright Heart's Bad Day / The Magic Lamp            | 1987. október 3.     |
| 27. | 16. | Desert Gold / The Gift of Caring                   | 1987. október 10.    |
| 28. | 17. | The Two Princesses / The Cloud Monster             | 1987. október 17.    |
| 29. | 18. | Grumpy the Clumsy / The Purple Chariot             | 1987. október 24.    |
| 30. | 19. | The Caring Crystals / The Best Way to Make Friends | 1987. október 31.    |

#### 3. évad
| #      | #      | Cím                                                                 | Premier                                                    |
| ------ | ------ | ------------------------------------------------------------------- | ---------------------------------------------------------- |
| 31.    | 20.    | Care Bear Town Parade                                               | 1988. április 30.                                          |
| 32.    | 21.    | Hearts at Sea                                                       | 1988. május 7.                                             |
| 33.    | 22.    | No Business Like Snow Business                                      | 1988. május 14.                                            |
| 34.    | 23.    | The Factory of Uncaring                                             | 1988. május 21.                                            |
| 35.    | 24.    | The Lost Gift / Lotsa Heart's Wish                                  | 1988. május 28.                                            |
| 36.    | 25.    | The Showdown                                                        | 1988. június 4.                                            |
| 37.    | 26.    | Caring for Spring                                                   | 1988. június 11.                                           |
| 38.    | 27.    | The Turnabout / Cheer of the Jungle                                 | 1988. június 18.                                           |
| 39.    | 28.    | Beautiful Dreamer/ The Care Bears Carneys                           | 1988. június 25.                                           |
| 40.    | 29.    | The Pirate Treasure / Grin and Bear It                              | 1988. július 2.                                            |
| 41.    | 30.    | Perils of the Pyramid / Bedtime for Care-a-lot                      | 1988. július 9.                                            |
| 42.    | 31.    | The Fountain of Youth / Treat Heart Baba and the Two Thieves        | 1988. július 16.                                           |
| 43.    | 32.    | Doctor Brightenstein's Monster / The Care Fair Scare                | 1988. július 23.                                           |
| 44.    | 33.    | Mystery of the Phantom / Under the Bigtop                           | 1988. július 30.                                           |
| 45.    | 34.    | The Most Ancient Gift / Ski Trouble                                 | 1988. augusztus 6.                                         |
| 46.    | 35.    | The Care Bear Exercise Show / The Care-a-lot Games                  | 1988. augusztus 13.                                        |
| 47.    | 36.    | Grams' Cooking Corner / A Care Bear's Look at Food Facts and Fables | 1988. augusztus 20.                                        |
| 48.    | 37.    | The Thing That Came to Stay / Space Bubbles                         | 1988. augusztus 27.                                        |
| 49.    | 38.    | Cheer Bear's Chance / A Hungry Little Guy                           | 1988. szeptember 3.                                        |
| 50.    | 39.    | King of the Moon / On Duty                                          | 1988. szeptember 10.                                       |
| 51.    | 40.    | The Secret of the Box / The Frozen Forest                           | 1988. szeptember 17.                                       |
| 52.    | 41.    | Grumpy's Little Friend / One Million C.B.                           | 1988. szeptember 24.                                       |
| 53.    | 42.    | Tugs the Brave / Coconut Crazy                                      | 1988. október 1.                                           |
| 54.    | 43.    | Bad Luck Friday / Food Frolics                                      | 1988. október 8.                                           |
| 55.    | 44.    | It's Raining, It's Boring / A Day Without Tugs                      | 1988. október 15.                                          |
| 56.    | 45.    | The Fabulous Safety Game / A Rhyme in Time                          | 1988. október 22.                                          |
| 57.    | 46.    | Songfellow Strum and His Magic Train / Music Video                  | 1988. október 29.                                          |
| 58–60. | 47–49. | Nutcracker Suite                                                    | 1988. december 10. (amerikai) 1988. december 25. (kanadai) |